# آبشار دونداس
آبشار دونداس (به انگلیسی: Dundas Falls) آبشاری است که در همیلتون (انتاریو)، کانادا واقع شده و ارتفاع کلی ریزشگاه آن ۸ متر (۲۶ فوت) است.